# Moratuwa
Moratuwa est une ville du Sri Lanka, située à 18 km au sud de la capitale Colombo.
La population était de 177 190 habitants en 2001.